# Oosterenkstadion
L'Oosterenkstadion è  uno stadio di calcio che era utilizzato dalla squadra di calcio FC Zwolle. Lo stadio è situato a Zwolle e ha una capacità di 6.865 persone. Il nome deriva dai tipi di semi che si utilizzavano per coltivare queste terre: l'Oosterenk. Nel 2009 è stato sostituito dal MAC³PARK Stadion.